# Баррен-Ривер
Баррен-Ривер или Баррен (англ. Barren River; устар. Биг-Баррен, англ. Big Barren River) — река на востоке Соединённых Штатов Америки, левый приток среднего Грин-Ривера, протекает по территории округов Монро, Баррен, Аллен, Уоррен и Батлер в южной части штата Кентукки.
Длина реки составляет 139 миль (224 км), площадь водосборного бассейна — 2262 квадратные мили (5860 км2), что делает Баррен крупнейшим притоком Грин-Ривера. Средний расход воды в низовье около Гринкасла с 1925 по 1931 года — 70,82 м³/с.
Баррен-Ривер начинается от слияния Лайн-Крика и Ист-Форк-Баррен-Ривера на высоте 200 м над уровнем моря около Гемелила к юго-западу от Томпкинсвилла. Течёт преимущественно на северо-запад. Впадает в Грин-Ривер на высоте 119 м над уровнем моря около Вудбери к юго-востоку от Моргантауна. Около Финни на Баррене в 130 км от устья построена плотина, образующая водохранилище Баррен-Ривер-Лейк. Крупнейший населённый пункт на реке — город Боулинг-Грин.